# Стадион ФК «Минск»
Стадион ФК «Минск» — многофункциональный стадион в Минске (Белоруссия). Максимальная вместимость — 3000 человек. Является домашним стадионом футбольного клуба «Минск».

## История
Стадион был открыт 7 мая 2015 года. Построен на месте бывшего стадиона «Камвольщик». Арена имеет 2 трибуны, которые оборудованы козырьком и вмещают 3000 зрителей. Футбольное поле с искусственным покрытием и подогревом. Имеется искусственное освещение.
«Стадион футбольного клуба „Минск“ оборудован всем необходимым для тренировок и игр взрослых и юношеских футбольных команд. Отвечает требованиям УЕФА и АБФФ для проведения матчей чемпионата Беларуси по футболу. Стадион оснащен футбольным полем с искусственным покрытием, имеющим сертификат** ФИФА.
Инфраструктура стадиона включает в себя: основное игровое футбольное поле с искусственным покрытием, два тренировочных нестандартных поля, одно с искусственным покрытием, другое с натуральным. Кроме этого, на территории размещено административное здание, кафе, спортивно-гимнастический городок. В административном здании к услугам спортсменов предоставляется спортивный и тренажерный залы, сауна, 12 раздевалок.
Вместимость стадиона 3 050 зрителей. Главное поле стадиона оборудовано подогревом, искусственным освещением и табло.

## Общие данные
Адрес: ул. Маяковского, 127, корп. 3, Минск

## Финалы на стадионе
Суперкубок Белоруссии по футболу (среди мужчин)
1. 2021 — 2 марта, Шахтёр — БАТЭ
2. 2020 — 4 марта, Динамо-Брест — Шахтёр
3. 2019 — 2 марта, БАТЭ — Динамо-Брест
4. 2018 — 10 марта, БАТЭ — Динамо-Брест
5. 2017 — 11 марта, Торпедо-БелАЗ — БАТЭ
6. 2016 — 13 марта, БАТЭ — Шахтёр

Суперкубок Беларуси (среди женщин)
1. 2018 — 28 марта, Минск (женский футбольный клуб) — Зорка-БДУ (победил Минск (женский футбольный клуб))
2. 2020 — 29 марта, Минск (женский футбольный клуб) — Зорка-БДУ (победил Минск (женский футбольный клуб))

## Игры турниров УЕФА
Лига Европы
2011/12 — 1 кв. раунд; 2 кв. раунд
2013/14 — 1 кв. раунд; 2 кв. раунд; 3 кв. раунд
Лига чемпионов женщины
2015/2016 — 1/16
2016/2017 — 1/16
2017/2018 — 1/16
2019/2020 — 1/16, 1/8 финала
Молодёжная Лига чемпионов (Плей-офф победителей)
2019/2020 — 1/2

## Игры сборной Беларуси по футболу
Чемпионат Европы до 21 года — Квалификация
2016
2 сентября в 18:15, Беларусь U21 2:2 Нидерланды U21
Посещаемость: 750
квалификации чемпионата Европы-2017(женщины)
2016
12 апреля Беларусь- Исландии
7 июня Беларусь — Шотландия
15 сентября Беларусь 6:2 Македония
20 сентября Беларусь — Словения
товарищеский матч (женский)
2017
23 октября, Беларусь-Украина
Европейской квалификации женского ЧМ-2019 мира
2018
19 октября Беларусь 1:2 Шотландия

## Республиканские турниры (кожаный мяч и др .)
Кожаный мяч
1. 2019
2. 2018